# C/2013 W2 (PANSTARRS)
C/2013 W2 (PANSTARRS) — одна з короткоперіодичних комет сім'ї Юпітера. Ця комета була відкрита 27 листопада 2013 року; вона мала 20.9m на час відкриття.